# Jamie Neumann
Jamie Neumann, född 2 oktober 1981 i New Orleans, är en amerikansk skådespelare.
Neumann har bland annat medverkat i TV-serierna The Deuce och Twisted Metal. Hon har även medverkat i filmen 21 Bridges.

## Filmografi (i urval)
- 2017–2019 – The Deuce (TV-serie)
- 2018 – The Looming Tower (TV-serie)
- 2019 – 21 Bridges
- 2023 – Twisted Metal (TV-serie)